# 金刚 (足球裁判)
金刚，中国足球裁判，任教于东北大学体育部。金刚是中甲联赛的主裁判之一。
2012年初金刚曾因体测不合格无缘赛季前半段的执法。 2013年中甲联赛的揭幕战由他主吹。